# Gus Doerner
Wilfred Otto Doerner, detto Gus (Mackey, 27 febbraio 1922 – Evansville, 10 dicembre 2001), è stato un allenatore di pallacanestro e cestista statunitense, professionista nella NBL.

## Carriera

### Giocatore

#### High school e college
Ha giocato prima alla Mackey High School e successivamente dal 1939 al 1942 ad Evansville in NCAA.

#### Professionista
Nella stagione 1942-1943 ha giocato 4 partite in NBL con i Fort Wayne Pistons, segnando in totale 9 punti. Ha giocato con i Pistons anche nella stagione 1945-46, nel corso della quale ha giocato 11 partite segnando complessivamente 21 punti. A fine anno ha lasciato la squadra, continuando però a giocare in NBL per l'intera stagione 1946-47, nella quale ha vestito la maglia degli Indianapolis Kautskys giocando in tutto 43 partite con una media di 5,4 punti segnati a partita; a fine stagione ha anche fatto il suo esordio nei playoff della NBL, giocando in tutte e 5 le partite di postseason disputate dai Kautskys e mettendo a referto complessivi 59 punti, per una media di 11,8 punti segnati a partita.

### Allenatore
Ha allenato la squadra della Fort Branch High School.